# Rhyacophila trinacriformis
Rhyacophila trinacriformis är en nattsländeart som beskrevs av Tian och Li 1986. Rhyacophila trinacriformis ingår i släktet Rhyacophila och familjen rovnattsländor. Inga underarter finns listade i Catalogue of Life.